# Al Sabah
La dynastie Al-Sabah ou Al Sabah(en arabe : آل صباح) est l'actuelle famille régnante koweïtienne.
Cette dynastie comprend les souverains sur une quinzaine de générations de l'Hakim (en) Abu Abdullah Sabah bin Jaber al-Sabah (début de règne en 1752) à l'émir actuel Mishal al-Ahmad al-Jaber al-Sabah (début de règne en 2023).

## Histoire

### Origine
La famille est originaire de la branche Jamil de la famille Anza et fait partie de la fédération des tribus Bani Utub qui ont migré ensemble. Selon une tradition locale, avant de s'installer au Koweït, la famille Al Sabah a été expulsée d'Umm Qasr dans le sud de l'Irak par les Ottomans en raison de leurs habitudes prédatrices consistant à s'attaquer aux caravanes à Bassorah et aux navires marchands à Chatt al-Arab.
Selon une autre tradition, racontée à l'agent politique par Cheikh Abdullah, les Sabah ont fui la sécheresse dans le Nejd en 1710. Ils migrent alors vers le sud mais, confrontés à des conditions encore plus sombres, reviennent et, en compagnie d'autres familles, migrent vers Zubarah, sur la côte ouest du Qatar. Les conditions ne s'avérant pas meilleures, ils migrent de nouveau, cette fois au nord du Koweït où, trouvant de l'eau, ils s'installent. Peu de temps après avoir fondé une colonie au Koweït, Sabah Ier devient chef. Il régnera jusqu'à sa mort en 1762.

### Mubarak le Grand
Le règne de Mubarak le Grand (1896-1915) a forgé l'alliance entre le Koweït et le Royaume-Uni. À la fin du XIXe siècle, la résurgence de la puissance ottomane associée à la montée en puissance d'Al-Saoud a rapproché le Koweït des Ottomans. Cela a commencé à changer à la fin du siècle. Lorsque le cheikh Muhammad est arrivé au pouvoir en 1892, des désaccords ont rapidement surgi entre lui et son frère Mubarak. Muhammad a réglé cela en occupant Mubarak avec des affaires en dehors de la capitale. En 1896, Mubarak convoqua ses fils, Jabir et Salim, et quelques partisans et se rendit au Koweït, entrant secrètement dans la maison de Muhammad. Là, il tua Muhammad et son frère Jarrah. Au matin, Mubarak annonça que ses frères étaient morts et qu'il régnait à leur place.